# Otto Glória
Otto Martins Glória (ur. 9 stycznia 1917 w Rio de Janeiro, zm. 2 września 1986 tamże) – brazylijski trener piłkarski.
W latach 1964–1966 i 1982–1983 był selekcjonerem reprezentacji Portugalii, z którą na Mundialu 1966 zdobył brązowy medal. Podczas obu kadencji Portugalczycy rozegrali 27 meczów – wygrali 18, zremisowali 3, a przegrali tylko 6.
Po mistrzostwach świata w 1966 pracował w Benfice Lizbona, z którą grał w finale Pucharu Europy Mistrzów Krajowych 1968. Lizbończycy przegrali wówczas z Manchesterem United 1:4.
Pod koniec lat 70. został szkoleniowcem reprezentacji Nigerii. W 1980 poprowadził ją do pierwszego w historii triumfu w Pucharze Narodów Afryki. Odszedł dwa lata później po słabym występie „Super Orłów” na kolejnych mistrzostwach kontynentu.